# Thiopental sodný
Thiopental sodný, známý též jako thiopental, thiopentone sodium, trapanal či Sodium Pentothal (ochranná známka Abbott Laboratories), je barbiturátové celkové anestetikum s rychlým nástupem a krátkým působením. Jedná se o nitrožilní barbiturát s ultrakrátkým účinkem. Thiopenthal sodný funguje jako depresivum a někdy se používá při nelegálních výsleších – ne ke způsobení bolesti (ve skutečnosti má přesně opačný efekt), ale k oslabení vůle osoby a k jejímu snazšímu podlehnutí tlaku. Thiopenthal je základním lékem ze seznamu Světové zdravotnické organizace, což je seznam minimálních lékařských požadavků pro systém základní zdravotní péče.

## Barbituráty
Barbituráty jsou třídou látek, která působí na GABAA receptor v mozku a spinálních vláknech. GABAA receptor je inhibiční kanál, který snižuje neuronovou aktivitu. Barbituráty zesilují inhibiční účinek GABAA receptoru. Barbituráty, benzodiazepiny a ethanol se všechny vážou na GABAA receptor, ale barbituráty mají největší afinitu a nejdelší poločas vazby. To vysvětluje, proč předávkování barbituráty může být smrtelné, kdežto předávkování benzodiazepiny samo o sobě typicky smrtelné nebývá. Jiné vysvětlení je, že barbituráty mohou aktivovat GABA receptory i v nepřítomnosti molekuly GABA, kdežto benzodiazepiny k projevení účinku potřebují přítomnost GABA: takto lze vysvětlit širší účinky barbiturátů na centrální nervový systém. Barbituráty mají anestetické, sedativní a hypnotické vlastnosti, nemají analgetické účinky.

## Použití

### Anestezie
Thiopental je barbiturát s ultrakrátkým účinkem a nejčastěji se používá pro úvodní fázi celkové anestezie. Po aplikaci pomocí nitrožilní injekce látka rychle proniká do mozku a během 30 až 45 sekund způsobuje ztrátu vědomí. Během jedné minuty látka dosahuje špičkové koncentrace okolo 60 % celkové dávky v mozku. Následně se šíří do zbytku těla a za 5 až 10 minut klesne koncentrace v mozku natolik, že se navrátí vědomí.
Normální dávka thiopentalu (obvykle 4–6 mg/kg) podaná těhotné ženě pro chirurgicky vedený porod (císařský řez) jí rychle způsobí bezvědomí, kdežto dítě v její děloze zůstává při vědomí. Ovšem větší nebo opakovaná dávka může způsobit poruchy vědomí i u dítěte.
Thiopental se nepoužívá pro udržování anestezie během operace, protože při podávání infuzí vykazuje kinetiku eliminace nultého řádu, což vede k dlouhému času do návratu vědomí. Místo toho se anestezie obvykle udržuje plynným inhalačním anestetikem. Inhalované anestetikum je eliminováno poměrně rychle, takže ukončení inhalační anestezie vede k rychlému návratu vědomí. Thiopental by k udržování anestezie musel být podáván ve velkých dávkách, a vzhledem k jeho biologickému poločasu 11,5–26 hodin by návrat k vědomí trval velmi dlouho.
Thiopental se používá i ve veterinární medicíně k vyvolání anestezie u zvířat. Protože je thiopental redistribuován do tuku, některá plemena psů, zejména chrti, se mohou po jeho podání zotavovat pomaleji, vzhledem k nízkému množství tělesného tuku. Thiopental se vždy podává nitrožilně, protože může být značně dráždivý. Při špatně provedené injekci (do tkáně vedle žíly) může dojít k nekróze tkáně.

### Lékařsky indukované kóma
Kromě vyvolání anestezie se thiopental historicky používal také k lékařsky vyvolanému kómatu. Nyní se místo něj používají látky jako propofol.
Thiopental má dlouhý kontextově citlivý poločas (CSHT), což znamená, že infuze nasytí periferní tkáně (tuk, svaly apod.). Když se podávání zastaví, látka se z periferních tkání redistribuuje zpět do krve a prodlužuje účinek.
Thiopental též při větším dávkování vykazuje kinetiku nultého řádu. Míra odbourávání se stává konstantní, což zpomaluje eliminaci z těla.
Pacientům s otokem mozku, který způsobuje nárůst nitrolebního tlaku, ať už sekundárně po úrazu nebo po následném chirurgickém zákroku, může thiopental pomoci. Thiopental a barbituráty obecně snižují neuronovou aktivitu a proto snižují produkci osmoticky aktivních metabolitů, což pomůže zmenšovat otok mozku. U pacientů s významným otokem jsou při uvedení do kómatu lepší výsledky. Thiopental se při snižování nitrolebního tlaku ukázal být lepší než pentobarbital.

### Usmrcení

#### Euthanazie
Thiopenthal se používá nitrožilně pro účely euthanazie. V Belgii a Nizozemsku byl vytvořen protokol, který doporučuje thiopental sodný jako ideální prostředek pro uvedení do kómatu, kdy se následně podává pankuroniumbromid.
Nitrožilní podání je nejspolehlivější a rychlou cestou k zajištění euthanazie, lze ho proto bezpečně doporučit. Nejdříve se vyvolá kóma nitrožilním podáním 20 mg/kg thiopentalu sodného (Nesdonal) v malém objemu (10 ml fyziologického roztoku). Pak se podá trojitá nitrožilní dávka nedepolarizujícího myorelaxancia, například 20 mg pankuroniumdibromidu (Pavulon) nebo 20 mg vekuroniumbromidu (Norcuron). Myorelaxans se podává nejlépe do žíly, k zajištění optimálního rozšíření. Pouze pro pankuroniumdibromid (Pavulon) existují významné indikace, kdy ho lze podat i do svalu v dávce 40 mg.

#### Trest smrti
Společně s pankuroniumbromidem a chloridem draselným se thiopental používá ve 35 státech USA k popravám smrtící injekcí. Podává se megadávka, která osobu rychle přivede do kómatu. Popravy pomocí kombinace tří látek jsou obvykle účinné během 10 minut, ale jsou známy případy, kdy to trvalo několikrát déle (např. John Wayne Gacy). Použití samotného thiopentalu by hypoteticky způsobilo smrt přibližně za 45 minut.
Používání thiopentalu sodného bylo příčinou toho, že se Nejvyšší soud USA zabýval protokolem smrtící injekce, po studii publikované v lékařském časopisu The Lancet, kde pitvy popravených osob ukázaly, že koncentrace thiopentalu v jejich krvi nebyla dost vysoká, aby způsobila ztrátu vědomí. Vyloučení lékařů z účasti na popravách je částečně způsobeno tím, že byli viněni z nešikovného podávání látek.
V současné době některé státy USA nahrazují tuto třísložkovou injekci anestetiky propofolem, fenobarbitalem či midazolamem.

### Sérum pravdy
Thiopental se na některých místech světa stále používá jako „sérum pravdy“. Barbituráty obecně snižují vyšší korové funkce mozku. Někteří psychiatři proto předpokládají, že lhaní je složitější než sdělování pravdy a potlačení vyšších korových funkcí tak může vést k odkrytí „pravdy“. Ovšem spolehlivost výpovědi pod thiopentalem je sporná; látka má tendenci činit osobu upovídanou a spolupracující s vyslýchateli, ale zkušený lhář, nebo někdo, kdo nepravdivý příběh pevně přijal, bude i pod vlivem thiopentalu stále schopen lhát.

### Psychiatrie
Psychiatři používali thiopental při desenzibilizace pacientů s fobiemi a k „vybavení potlačených bolestných vzpomínek“. Jedním z psychiatrů, kteří pracovali s thiopentalem, je professor Jan Bastiaans, který tuto proceduru používal jako pomoc k uvolnění traumatu u obětí nacistů.

## Metabolismus
Jako všechna rozpustná lipidová anestetika, krátká doba účinku thiopentalu je z většiny zapříčiněna jeho redistribucí z centrálního oběhového systému do svalových a tukových tkání. Po redistribuci se volný zbytek v krvi metabolizuje v játrech. Thiopental sodný se metabolizuje především na pentobarbital, kyselinu 5-ethyl-5-(1'-methyl-3'-hydroxybutyl)-2-thiobarbiturovou a kyselinu 5-ethyl-5-(1'-methyl-3'-karboxypropyl)-2-thiobarbiturovou.

## Dávkování
Obvyklá dávka thiopentalu pro vyvolání anestezie je 3 až 7 mg/kg; mnoho faktorů to však může změnit. Premedikace sedativy, například benzodiazepiny nebo klonidinem snižuje požadavky, podobně jako některé specifické chorobné stavy a jiné faktory.

## Vedlejší účinky
Stejně jako skoro všechny anestetické látky, thiopental způsobuje kardiovaskulární a respirační depresi, vedoucí na hypotenzi, apnoeu a obstrukce dýchacích cest. Z těchto důvodů by měli thiopental podávat jen patřičně vyškolení odborníci, a to jen v prostředí dostatečně vybaveném pro řešení těchto problémů. Mezi vedlejší účinky patří bolest hlavy, delirium, prodloužená ospalost a nausea. Těsně po nitrožilním podání thiopentalu následují pachové pocity, někdy popisované jako hnijící cibule. Efekty kocoviny mohou přetrvávat až 36 hodin.
I když molekula thiopentalu obsahuje jeden atom síry, nejde o sulfonamid a neprojevují se alergické reakce na sirná léčiva.

## Lékové interakce
Podání thiopentalu společně s pentoxifylinem způsobuje u potkanů smrt akutním edémem plic. Tento edém není způsobován selháním srdce ani plicní hypertenzí, nýbrž zvýšenou permeabilitou plicních cév.

## Historie
Thiopental sodný objevili na začátku 30. let 20. století Ernest H. Volwiler a Donalee L. Tabern, pracující v Abbott Laboratories. Na člověku byl poprvé použit 8. března 1934 Dr. Ralph M. Watersem při zkoumání jeho vlastností, které byly krátkodobě anestetické a překvapivě málo analgetické. O tři měsíce později zahájil Dr. John S. Lundy na žádost společnosti Abbott klinické zkoušky thiopentalu na Mayo Clinic.
Thiopental je s oblibou spojován s množstvím anestetických úmrtí obětí útoku na Pearl Harbor. Tato úmrtí, poměrně krátce po objevení látky, byla způsobena velkými dávkami podávanými pacientům s traumatickým šokem. Důkazy vyšly najevo díky uzákonění svobody informací a byly revidovány časopisem „British Journal of Anaesthesia“. Anestezie thiopentalem byla na svém počátku, nicméně jen 13 z 344 zraněných, kteří byli přijati do Tripler Army Hospital, nepřežilo.
Thiopental je stále zřídka užíván jako rekreační droga, obvykle odcizená u veterinářů nebo jiných legitimních uživatelů. Ovšem obvykle bývají preferována jiná sedativa, například benzodiazepiny, zneužívání thiopentalu se stává neobvyklým a výjimečným.
V roce 1993 vydala skupina Anthrax v rámci alba Sound of White Noise píseň nazvanou C11H17N2O2SNA (Sodium Pentothal).
Henry Winkler, který v televizní show Happy Days hrával Arthura „The Fonz“ Fonzerelliho, se přiznal ke zneužívání „séra pravdy“ v 70. a 80. letech.